# FOREVER YOUNG (吉田拓郎のアルバム)
『FOREVER YOUNG』（フォーエバーヤング）は、1984年10月21日に吉田拓郎がリリースしたオリジナル・アルバムである。

## 解説
- 前作に引き続きすべて作詞・作曲・編曲を拓郎が担当している。
- 拓郎が1980年代に発表したアルバムの中で、最高傑作とも称される作品である[2]。

## 収録曲
- 全作詞・作曲・編曲:吉田拓郎、ストリングス・ホーン & コーラスアレンジ:中西康晴。

1. ペニーレインは行かない
  - 『今はまだ人生を語らず』に収録されている「ペニーレインでバーボン」の続編というような曲。ペニーレインとは原宿にある拓郎がよく行っていたバーの名前。

「旧友再会フォーエバーヤング」のB面曲。
2. 旧友再会フォーエバーヤング
  - 1982年、山本山田に提供した曲のセルフカバー。提供したものとは歌詞を少し変えて歌っている。2006年に行われた野外コンサート『Forever Young Concert in つま恋 2006』のオープニングナンバー。
3. 大阪行きは何番ホーム
4. 心が届いた
5. Life
6. 気分は未亡人
7. 君が先に背中を
8. 7月26日未明
9. one last night
10. ガラスのワンピース

## 参加ミュージシャン
- Guitar & Harmonica：吉田拓郎
- Guitar & Solo Guitar：青山徹
- Drums：島村英二
- Keyboards：中西康晴・エルトン永田(#7)
- Bass：美久月千晴・雨水英司(#8)
- Synthesizer Programming：中山信彦
- Saxophone：村岡建
- Percussion：斉藤ノブ
- Chorus：新倉芳美・高橋香代子・MIBOJIN GASSHODAN(#6)
- Horn Session：数原晋・横山均・新井英治・村岡建・岸義和・白山文男・斉藤清・鈴木正夫
- Strings：前田グループ・JOEグループ